# Episodi di Alex Rider (prima stagione)
La prima stagione della serie televisiva Alex Rider, composta da 8 episodi, è stata distribuita in Italia su Amazon Prime Video il 12 novembre 2020.
| n° | Titolo originale | Titolo italiano | Pubblicazione Regno Unito | Pubblicazione Italia |
| -- | ---------------- | --------------- | ------------------------- | -------------------- |
| 1  | Episode 1        | Episodio 1      | 4 giugno 2020             | 12 novembre 2020     |
| 2  | Episode 2        | Episodio 2      | 4 giugno 2020             | 12 novembre 2020     |
| 3  | Episode 3        | Episodio 3      | 4 giugno 2020             | 12 novembre 2020     |
| 4  | Episode 4        | Episodio 4      | 4 giugno 2020             | 12 novembre 2020     |
| 5  | Episode 5        | Episodio 5      | 4 giugno 2020             | 12 novembre 2020     |
| 6  | Episode 6        | Episodio 6      | 4 giugno 2020             | 12 novembre 2020     |
| 7  | Episode 7        | Episodio 7      | 4 giugno 2020             | 12 novembre 2020     |
| 8  | Episode 8        | Episodio 8      | 4 giugno 2020             | 12 novembre 2020     |

## Episodio 1
- Diretto da: Andreas Prochaska
- Scritto da: Guy Burt

### Trama
New York. Michael J. Roscoe, CEO del gruppo Roscorp Media, muore precipitando nella cabina vuota dell'ascensore, manomesso da un tizio introdottosi nel locale di controllo sotterraneo. Quando sente l'urlo del padre in caduta, il figlio Parker non dà segno di scomporsi, lasciando intuire dal suo sorriso di essere a conoscenza di ciò che sarebbe accaduto.
Londra. Alex Rider è uno scapestrato adolescente che, rimasto orfano dei genitori, vive assieme allo zio Ian e alla governante afroamericana Jack Starbright. Il suo migliore amico è Tom Harris, un ragazzo nerd con cui ama mettersi nei guai. L'ultima bravata, il tentato recupero del cellulare di Tom che il professore gli aveva sequestrato a lezione, costa ad Alex una festa a cui sarebbe voluto andare. Durante la cena Ian apprende della morte di Michael J. Roscoe, spiegando che si tratta di un cliente con cui avrebbe dovuto prendere contatto per motivi di lavoro. Alex riconosce Parker Roscoe, restando di stucco nel vederlo in giacca e cravatta perché fino a non molto tempo prima era un ragazzo completamente fuori controllo, che si dilettava a fare lo youtuber ed era diventato famoso per aver tirato una torta in faccia a suo padre in diretta televisiva. Dopo quell'episodio, Parker era stato spedito in un'accademia militare nelle Alpi francesi chiamata Point Blanc, da cui è tornato completamente cambiato.
Alex ignora che lo zio non è un banchiere, bensì un agente segreto sotto copertura dell'MI6 che sta indagando sulle morti di Roscoe e di un altro uomo d'affari russo. Accompagnato dal collega Martin Wilby, Ian si reca ad un appuntamento con il sicario russo Yassen Gregorovitch, lo stesso uomo che a New York ha manomesso l'ascensore di Roscoe. L'incontro è in realtà una trappola ordita da Martin che, in combutta con Gregorovitch,uccide Ian. Le autorità britanniche spacciano la morte per un incidente stradale, ma Alex non crede affatto a questa versione perché lo zio era una persona fin troppo prudente che non avrebbe mai infranto i limiti di velocità. Utilizzando il cellulare di Tom, Alex riesce a rintracciare la macchina di Ian nel luogo in cui è stato ucciso. Qui incontra Alan Blunt, il capo del Dipartimento operazioni speciali dell'MI6, e la sua vice signora Jones. Rimasto colpito dalla scaltrezza di Alex, Blunt vuole reclutarlo perché i servizi segreti hanno bisogno di agenti giovani che non diano nell'occhio e possano cogliere i nemici di sorpresa. Inoltre, Alex è riuscito a fare un collegamento decisivo nelle indagini su Michael Roscoe, poiché ha intuito che la verità si nasconde nella misteriosa accademia di Point Blanc, dove avevano studiato sia Parker che i figli dell'altro businessman russo ucciso. Alex però rifiuta l'incarico, accusando l'MI6 di aver causato la morte dello zio e dicendo di non volerci avere nulla a che fare.
Il mattino seguente a casa Rider giungono agenti dell'immigrazione, dicendo di dover notificare un decreto di espulsione nei confronti della governante Jack. Nello stesso momento arrivano anche gli assistenti sociali che devono collocare il minorenne Alex in una casa famiglia. Ovviamente Alex capisce che è tutta opera dell'MI6 per costringerlo ad accettare, così comunica a Blunt che diventerà una spia.

## Episodio 2
- Diretto da: Andreas Prochaska
- Scritto da: Guy Burt

### Trama
Alex apprende da Blunt e dalla signora Jones i dettagli relativi alla morte di Ian. Mentre si trova a scuola, il ragazzo è convocato fuori dall'aula perché un uomo desidera parlargli. Costui si presenta come Geoffrey Daniels, funzionario del Foreign and Commonwealth Office che vuole sapere per quale motivo sia stato coinvolto dall'MI6. Vedendo una situazione poco chiara, Alex rifiuta di fornire ogni spiegazione e tronca il colloquio. Tornando a casa in bicicletta, Alex è sequestrato da un gruppo di uomini che lo conducono in un luogo segreto per interrogarlo a proposito di Point Blanc. Mantenendo un ostinato silenzio, Alex resiste alla tortura con musica rock ad altissimo volume e getti d'acqua, essendosi trattato di un test voluto da Blunt per valutare le sue abilità di spia.
Alex riesce a liberarsi e scappare, inseguito dagli agenti incaricati della sua sorveglianza. La sua fuga termina con l'arrivo di Geoffrey Daniels, il cui vero nome è in realtà Smithers, incaricato di condurre un'indagine sul Dipartimento operazioni speciali per aver arruolato un minorenne. Blunt è sempre più determinato a ingaggiarlo, soprattutto dopo aver brillantemente superato il test di resistenza a cui ha voluto sottoporlo per avere ulteriore certezza circa le sue abilità da agente. Sciolta ogni ultima riserva, Alex accetta formalmente la missione che consiste nell'infiltrarsi a Point Blanc per trovare i responsabili dell'omicidio dello zio, assumendo la copertura di Alex Friend, figlio ribelle di Sir Daniel Friend che verrà spedito a Point Blanc.
Point Blanc. Il dottor Hugo Greif decide di accogliere la candidatura di Alex Friend, spiegando alla preside della scuola Eva Stellenbosch che sono vicinissimi a compiere il loro importante esperimento e quindi hanno necessità di una nuova cavia.

## Episodio 3
- Diretto da: Andreas Prochaska
- Scritto da: Guy Burt

### Trama
Prima di essere ammesso alla Point Blanc, Alex dovrà superare il vaglio della preside Eva Stellenbosch che lo incontrerà nella tenuta della famiglia Friend nel Surrey. Al ragazzo viene consegnato un trasmettitore, camuffato da lettore MP3, per poter comunicare con l'MI6. I nuovi doveri connessi allo status di spia costringono inevitabilmente Alex a trascurare Tom, sempre più perplesso di fronte all'atteggiamento distante dell'amico. Alex conosce Sir David Friend, proprietario di un fiorente impero di produzione e distribuzione di cibo, e sua moglie Lady Caroline. I due hanno una figlia, la ribelle Fiona, che a sorpresa fa ritorno a casa dopo aver rotto con il fidanzato. Dando segno di non apprezzare la presenza di Alex in casa, Fiona gli racconta i segreti della famiglia, in particolare il fatto che suo padre ha dovuto accettare di fornirgli la copertura per evitare una condanna al carcere.
Tom si presenta a villa Friend come fattorino della pizza. Alex si vede costretto a raccontargli la verità, con l'amico che lo esorta a chiudere in fretta questa storia per poter tornare alla sua vita normale. Alex deve poi vedersela con gli amici di Fiona, i quali lo invitano a una battuta di caccia nei dintorni della tenuta. Intanto, l'MI6 prova a depistare Martin, facendogli credere che le indagini sulla morte di Ian Rider siano indirizzate verso uomini dell'impenetrabile regime nordcoreano. La battuta di caccia si rivela essere una trappola architettata da Fiona e i suoi amici per incastrare Alex. Il ragazzo riesce tuttavia a ribaltare la situazione, mimetizzandosi nell'erba e disarmando uno dei ragazzi. Eva Stellenbosch arriva a villa Friend per il colloquio con Alex, riuscendo a stuzzicare l'interesse della donna che vuole partire subito alla volta di Point Blanc. I domestici riescono a fermare Fiona, pronta a fare irruzione nella stanza per denunciare la verità. Tom inizia a lavorare a un documentario su YouTube con protagonista Alex Rider e la sua doppia vita da spia.
Alex ed Eva atterrano a Point Blanc, dove il dottor Greif li sta aspettando.

## Episodio 4
- Diretto da: Andreas Prochaska
- Scritto da: Guy Burt

### Trama
Entrato a Point Blanc, ad Alex viene consegnata la divisa gialla dell'accademia e sono sequestrati gli effetti personali, tranne il lettore MP3 di Smithers. Alex conosce gli altri cinque ragazzi che stanno frequentando Point Blanc: James, Kyria, Laura, Sasha e Arrash, questi ultimi isolati dal resto gruppo perché ritenuti strani. Alex entra subito in sintonia con James e Kyria, assieme ai quali combina volutamente un pasticcio durante il lavaggio di piatti, così da confermare la sua immagine di piantagrane. Eva lo conduce al cospetto del dottor Greif, il quale mette in chiaro che adesso è sotto la loro tutela e che verrà usato ogni mezzo di correzione ritenuto opportuno.
A Londra, Martin si sente braccato dall'MI6, mentre Gregorovitch vuole rassicurazioni circa il fatto che le indagini sulla morte di Ian siano a un punto morto. Martin decide di giocarsi l'ultima carta, presentandosi a casa Rider come amico di Ian per spillare preziose informazioni a Jack. La donna, ciecamente convinta della sua buona fede, gli chiede come se la sta cavando Alex in missione. Proprio in quel momento Jack riceve la telefonata della signora Jones, il cui obiettivo era metterla in guardia da Martin, ma ormai è troppo tardi e l'uomo si è dileguato portandosi dietro una fotografia di Alex e Tom attaccata al frigorifero. Martin incontra Gregorovitch, convinto che ciò di cui è appena venuto in possesso possa allettarlo, invece il russo lo uccide e s'impossessa della foto.
Laura tossisce durante una lezione, inducendo il dottor Greif a mandarla in infermeria. Alex sviene mentre si sta lavando i denti, risvegliandosi su una barella.

## Episodio 5

Kyra ed Alex in una scena del film

- Diretto da: Christopher Smith
- Scritto da: Guy Burt

### Trama
Alex si risveglia nel letto, immaginando di aver sognato che stava subendo un'operazione. James gli riferisce che tutti loro, quando sono arrivati a Point Blanc, hanno sognato la stessa cosa. Tornata dall'infermeria, Laura si unisce alla coppia Sasha e Arrash, imitando i loro strani comportamenti. Onde evitare di fare la stessa fine, Alex, James e Kyra progettano di fuggire da Point Blanc. Riflettendo sulla lezione di Greif in cui il dottore aveva esposto la teoria di eliminare il 99% dell'umanità per tenere soltanto le menti migliori, Alex suggerisce che il codice di accesso al suo ufficio dovrebbe essere 1889, l'anno di nascita di Adolf Hitler.
L'MI6 passa al setaccio il cellulare di Martin, trovandoci un portafoglio di criptovalute dal valore di 700000 £ e un numero di telefono. Salito alla guida della Roscorp Media, Parker Roscoe annuncia di essere in partenza per Londra, pronto ad acquisire la maggioranza di almeno quattro grandi società europee. Blunt incontra Parker, svelandogli che suo padre gli telefonò il giorno della tragedia perché si diceva preoccupato per il futuro del figlio. Quando Blunt menziona Point Blanc come punto di svolta che lo ha trasformato in un adulto super responsabile, Parker si rabbuia. Il ragazzo è seguito da un assistente di nome Langham, un ex guardia giurata con un passato poco chiaro nei principali teatri di guerra. Riuscito a identificare Tom come l'amico che compare assieme ad Alex nella fotografia rubata a Martin, Gregorovitch vola a Point Blanc per comunicare a Greif di fare attenzione al nuovo studente. Prima di lasciare l'accademia, Gregorovitch incrocia Alex e ha la conferma che è un impostore, promettendogli che presto si rivedranno.
Alex segue di nascosto Eva e James, entrati in una stanza dalla quale sono usciti attraverso un passaggio nascosto. Andatoci più tardi assieme a Kyra, Alex scopre che esiste una seconda ala dell'accademia, perfettamente coincidente con la prima. Dentro la sua seconda stanza Alex trova una telecamera attraverso cui è tenuto sotto osservazione nella camera originale. Alex e Kyra assistono all'omicidio del dottor Baxter, uno dei medici dell'accademia, ucciso da Greif sotto gli occhi di Eva. Dodopodiché Greif incarica Eva di occuparsi di Kyra l'indomani.

## Episodio 6
- Diretto da: Christopher Smith
- Scritto da: Guy Burt

### Trama
Anche James passa nel gruppo degli emarginati, lasciando Alex e Kyra in minoranza. Sapendo che lei sarà la prossima, Kyra sprona Alex ad attuare il loro proposito di fuga prima che sia troppo tardi. Eva annuncia che la lezione del pomeriggio, causa "indisposizione" del dottor Barnes, è sostituita con lo studio individuale. Alex decide di sfruttare quest'occasione per scappare, mentre Kyra non può sottrarsi al richiamo della preside che la vuole nel suo ufficio. A Londra, Tom viene convocato nella sede di Roscorp Media per partecipare a un contest di giovani registi. Si tratta in realtà di una trappola architettata da Parker per mettere le mani sul video di "Alex la spia" che Tom ha postato su YouTube. Il filmato finisce nelle mani di Greif che ordina di catturare Alex.
Kyra elude il controllo di Eva e si avventura all'esterno di Point Blanc, così da impegnare gli uomini della sorveglianza e lasciare campo libero ad Alex. Quest'ultimo torna nell'ala segreta dell'accademia, raggiungendo il seminterrato in cui scopre che vengono tenuti prigionieri gli studenti di Point Blanc. Oltre ai ragazzi che Alex ha avuto modo di conoscere in accademia, tra i detenuti c'è anche Parker Roscoe. Il piano di Greif consiste infatti nel sostituire i ragazzi ribelli con dei cloni perfettamente identici nell'aspetto fisico, ma super dotati dal punto di vista intellettivo, per poter controllare le industrie chiave e rimodellare l'ordine globale. Dunque, il Parker tornato da Point Blanc è in realtà un impostore che fa esattamente ciò per cui è stato progettato. Alex è catturato da Greif che tenta di lobotomizzarlo, ma il ragazzo resiste ed evita di compromettersi. Greif ed Eva sono costretti a fuggire.
A Londra, Tom resiste all'interrogatorio di Parker e Langham che vogliono sapere se conosce Alex Rider. Da Point Blanc arriva l'ordine da parte di Greif di abbandonare i cloni al loro destino, essendo prioritario salvare i risultati delle ricerche. Langham si dilegua appena prima che l'MI6 faccia irruzione, arrestando il falso Parker che si apprestava a fare del male a Tom. Kyra libera Alex dal lettino di Greif e lo esorta ad andarsene, essendo l'unico in grado di addentrarsi nel nulla che circonda Point Blanc. A bordo di uno snowboard, Alex riesce a seminare le guardie e a raggiungere la strada ai piedi della montagna, finendo però addosso a un veicolo spazzaneve.

## Episodio 7
- Diretto da: Christopher Smith
- Scritto da: Guy Burt

### Trama
Alex viene portato in ospedale in gravi condizioni e Greif manda Eva ad accertarsi che sia morto. La donna osserva il tentativo inutile di rianimare il ragazzo, dichiarato morto dall'équipe medica. Eva torna a Point Blanc a comunicare la liete novella a Greif, ignorando che si trattava di una finzione ordita dall'MI6 e che in realtà Alex sta benissimo. Il Dipartimento vuole allestire un'operazione per distruggere Point Blanc e smantellare il folle progetto di Greif, ma Alex insiste per paetecipare e contribuire alla liberazione dei suoi amici. A Londra, Blunt e Smithers hanno le prove che Parker è un clone che ha subito una serie di interventi chirurgici estetici per assomigliare all'originale. Attraverso un'impronta vocale estortagli di nascosto, i due riescono a simulare una telefonata con Greif per convincerlo che Tom è stato eliminato.
L'MI6 conduce l'assalto a Point Blanc. Alex è attirato dal clone di Kyra nel laboratorio, dove Eva lo colpisce ripetutamente e gli urla contro che non permetterà a un ragazzino di mandare a monte i loro piani. La donna non si accorge che, continuando a lanciare ampolle di prodotti chimici contro Alex, ha alimentato un fuoco che porta un'esplosione in cui rimane vittima, mentre Alex riesce a salvarsi. La vera Kyra è intanto riuscita a liberare gli altri studenti, mentre l'MI6 ha catturato tutti i cloni. Il dottor Greif è fatto prigioniero e condotto in carcere, ma si rifiuta di collaborare con l'MI6 e beffardamente afferma che il vero nemico è ancora in circolazione. Mentre Alex torna a casa, dove trova Jack e Tom ad accoglierlo, dai ruderi di Point Blanc spunta il suo clone.

## Episodio 8
- Diretto da: Christopher Smith
- Scritto da: Guy Burt

### Trama
Mentre Alex riprende ad andare a scuola, il suo clone giunge a Londra in cerca di vendetta. L'MI6 comunica a Kyra che i suoi genitori sono morti in un incidente stradale. La ragazza evade dal suo rifugio, raggiungendo Alex a scuola, dove gli consegna un portafortuna come ricordo della loro esperienza a Point Blanc. Il clone inizia a impersonare il ruolo di Alex, facendolo litigare con Tom e Aisha, una ragazza che avrebbe dovuto invitare al ballo della scuola previsto per quella sera. Gregorovitch uccide Greif e gli uomini che erano in macchina con lui, iniettando un gas letale dentro l'abitacolo. Alex riferisce alla signora Jones del suo incontro con Gregorovitch a Point Blanc, fornendo così all'MI6 un'ultima fondamentale pista per indagare sulla morte di Ian. Gregorovitch apparteneva a una cellula terroristica, chiamata Gruppo Scorpia, che l'MI6 credeva di aver debellato anni prima.
Al ballo della scuola il clone chiede a Tom di poter parlare, isolandosi in una stanza. Smithers lancia l'allarme sul clone ancora in libertà, poiché dai calcoli ne risultano catturati sette, mentre quello di Alex è libero. Il vero Alex riceve sul cellulare il video del suo clone che aggredisce Tom. Precipitatosi a scuola per salvare l'amico, Alex annuncia al clone che Greif è morto e lo definisce un esperimento mal riuscito. Alex riesce a resistere fino all'intervento dell'MI6, quando Tom colpisce il clone con la stessa mazza con cui lo aveva precedentemente ricattato. Il clone sottrae la pistola a un agente e tiene sotto tiro Alex, venendo ucciso da un cecchino sul tetto. Costui è Gregorovitch.
Alex tenta di tornare a una vita normale. Blunt sembra però avere ben altri piani per lui, nonostante la signora Jones gli ricordi come il ragazzo abbia onorato la sua promessa e quindi ora meriti di essere giustamente lasciato in pace.